# We’re in This Together
«We’re in This Together» (в переводе с англ. — «Мы ввязались в это вместе») — песня американской индастриал-рок-группы Nine Inch Nails, второй сингл с их третьего полноформатного студийного альбома The Fragile, выпущенный лейблом Nothing Records осенью 1999 года на трёх компакт-дисках; пятнадцатый релиз NIN по нумерации Halo.

## Характеристика
По словам Кита Хиллебрандта и Алана Молдера, «We’re in This Together» «выросла» из мотива на основе закольцованного шума, использовавшегося в конце другой композиции; на записи альбома она сводилась одной из последних, что сопровождалось, по свидетельству Молдера, большими трудностями; это же признаёт и Трент Резнор в интервью Маркусу Кавке для телеканала VIVA Zwei.
Песня характеризуется дисторшированным и стакатированным риффом электрогитары, вместе с семплами ударных ритмично идущими на протяжении всех куплетов; позднее к нему подключается вокал Резнора — агрессивный на первом куплете, но становящийся более мелодичным на припеве, содержащем «живую» партию ударных в исполнении Диллона. Песня завершается партией фортепиано на фоне затихающего риффа электрогитары.
По мнению обозревателя MTV Джила Кауфмана, «We’re in This Together» представляет собой «катартическую поп-песню с обнадёживающим текстом на фоне усидчивого хип-хоп-бита, „стены“ дисторшированных гитар и зловещего скрежета из фильма ужасов».
В анализе альбома The Fragile обозреватель издания M/C Journal Алекс Бёрнс отмечает в тексте «We’re in This Together» более позитивное освещение темы взаимоотношений по сравнению с песнями альбома The Downward Spiral; лирический герой, по словам Бёрнса, пытается прорваться через воображаемый барьер любой ценой, «несмотря на размывающуюся грань между прошлым, настоящим и будущим». Помимо этого, Бёрнс указывает на наличие отсылки к песне Дэвида Боуи «„Heroes“» с одноимённого альбома 1977 года; этот же момент отмечают обозреватели газеты Entertainment Weekly и журнала Kerrang! в соответствующих рецензиях на альбом; рецензент Kerrang! отмечает в песне, помимо этого, «сырую мощь» ранних NIN, сочетающуюся с «отчаянной романтикой» Боуи времён «Heroes».

## Выпуск и оценки критиков
27 августа 1999 года «We’re in This Together», — сокращённая до 5 минут 16 секунд, — появилась в эфире радиостанций США; в тот же день был выпущен официальный видеоклип (см. ниже). Месяц спустя — 27 сентября 1999 года — сингл был выпущен в Европе и Японии на трёх компакт-дисках. Несмотря на это, «We’re in This Together» практически не исполнялась на турах в поддержку как осно́вного альбома, так и последующего With Teeth. Впервые же песня была исполнена лишь в феврале 2007 года на концерте тура Performance 2007 в лиссабонском «Колизее»; после этого песня появилась ещё на трёх выступлениях.
Рецензент AllMusic Кристиан Хьюи оценил первый и третий диски сингла в 1.5 звезды из возможных 5; второй диск был оценён в 1 звезду из пяти. Как пишет Хьюи, из трёх дисков сингла лишь первый содержит треки, отсутствующие в других релизах, но оба они — «10 Miles High» и «The New Flesh» — «бесцельны и скучны». Из второго диска Хьюи выделяет ремикс Porter Ricks на «The Day the World Went Away» в связи с относительной редкостью; включение на третий диск песни «The Perfect Drug» рецензент называет бессмысленным и «сбивающим с толку». Рецензент Spin Энн Пауэрс назвала песню «сладкой поп-мелодией, заключенной в броню индустриального рока».
Песня была помещена под номером 19 в списке Spin «69 лучших песен альтернативного рока 1999 года». Критик Кристофер Р. Вайнгартен заявил: «Хотя гимнический припев граничит с „хитом-синглом“, песня по-прежнему звучит с хрустящим шумом, скулящими гитарами и звучащим как мусорный бак малым барабаном».

### Использование в поп-культуре
Песня была использована в тизер-трейлере фильма Джосса Уидона «Мстители»; она же была использована на награждении фильма в категории «Фильм года» на церемонии MTV Movie Awards 2013.

## Видеоклип
Видеоклип на «We’re in This Together» был снят режиссёром Марком Пеллингтоном; выпуск видеоклипа состоялся одновременно с премьерой песни на радиостанциях; 16 сентября 1999 года видеоклип появился в эфире MTV, а в октябре в широком доступе появилась расширенная версия клипа. В видео герой Резнора вместе с сотнями мужчин, одетых во всё чёрное, бежит по улицам, вагонам поездов и туннелям. В заключительной сцене Резнор оказывается один посреди пустыни и разбросанных по ней одежд.
Существует два варианта видеоклипа. Первый, распространённый для трансляции на телевидении, соответствует альбомной версии песни. Другой, смонтированный Пеллингтоном, включает в себя расширенное вступление; в этом варианте видеоклип длится почти восемь минут. Съёмки клипа проводились с 5 по 8 августа 1999 года в Гвадалахаре и в районе Саюлы.
В вышеупомянутом интервью для VIVA Zwei Резнор говорит, что посредством видеоклипа он пытался сделать песню «более безобразной», нежели при одном только прослушивании; основной идеей клипа было отразить «трагическую ситуацию», в которой «до последнего момента ничего не понятно». Говоря о съёмках, Резнор хотя и отмечает хорошую связь между участниками процесса, но говорит, что в условиях собственной неопытности как режиссёра он вынужден полагаться на других людей в надежде, что те поймут его.

## Списки композиций
| №  | Название                              | Длительность |
| -- | ------------------------------------- | ------------ |
| 1. | «We're in This Together» (Radio Edit) | 5:18         |
| 2. | «We’re in This Together» (LP Version) | 7:15         |

| №  | Название                  | Длительность |
| -- | ------------------------- | ------------ |
| 1. | «We’re In This Together»  | 7:18         |
| 2. | «10 Miles High» (Version) | 5:11         |
| 3. | «The New Flesh»           | 3:43         |

| №  | Название                                         | Длительность |
| -- | ------------------------------------------------ | ------------ |
| 1. | «We’re in This Together» (Radio Edit)            | 5:16         |
| 2. | «The Day the World Went Away» (Quiet Version)    | 6:19         |
| 3. | «The Day the World Went Away» (Porter Ricks Mix) | 7:04         |

| №  | Название                     | Длительность |
| -- | ---------------------------- | ------------ |
| 1. | «We’re In This Together»     | 7:18         |
| 2. | «Complications of the Flesh» | 6:36         |
| 3. | «The Perfect Drug»           | 5:42         |

## Участники записи
- Трент Резнор — написание, ведущий вокал, инструменты и программирование, сопродюсер;
- Алан Молдер — звукоинженер и сопродюсер, сведе́ние;
- Джером Диллон — ударные (осно́вная песня; припев);
- Ким Превост (Kim Prevost) — дополнительный вокал (сингл; трек 2 диска 2);
- Кит Хиллебрандт (Keith Hillebrandt) — пересведение (сингл; трек 2 диска 1);
- Дэнни Лонер — гитары и пересведение (сингл; трек 2 диска 3);
- Дэвид Карсон[англ.] — дизайн обложки.

## Позиции в чартах
| Чарт (1999)                | Высшая позиция |
| -------------------------- | -------------- |
| Hot Modern Rock Tracks     | 11             |
| Hot Mainstream Rock Tracks | 21             |
| UK Singles Chart           | 39             |